# Kamohelo Mokotjo
Kamohelo Mokotjo (* 11. března 1991, Odendaalsrus, Jihoafrická republika) je jihoafrický fotbalový záložník a reprezentant, který v současné době hraje v klubu FC Twente.

## Klubová kariéra
V JAR nejprve profesionálně působil v SuperSport United FC, kde dříve hrával v mládežnických týmech. V létě 2009 přestoupil do Nizozemska do rotterdamského Feyenoordu, odkud vzápětí odešel na roční hostování do SBV Excelsior.
V červenci 2013 přestoupil do PEC Zwolle, s nímž během sezony 2013/14 vyhrál nizozemský fotbalový pohár (KNVB beker), první v historii klubu. Ve finále proti Ajaxu Amsterdam odehrál kompletní počet minut, utkání skončilo výraznou výhrou PEC 5:1.

## Reprezentační kariéra
Kamohelo Mokotjo debutoval v A-týmu JAR 11. září 2012 v přátelském utkání proti Mosambiku (výhra 2:0). Dostal se na hřiště v samotném závěru střetnutí.